# Étienne-Gaspard Robert
Étienne-Gaspard Robert (1763–1837), cunoscut sub numele de scenă Robertson a fost un cunoscut magician belgian.

## Galerie
A murit în Paris în 1837 și este îngropat în Cimitirul Père Lachaise.

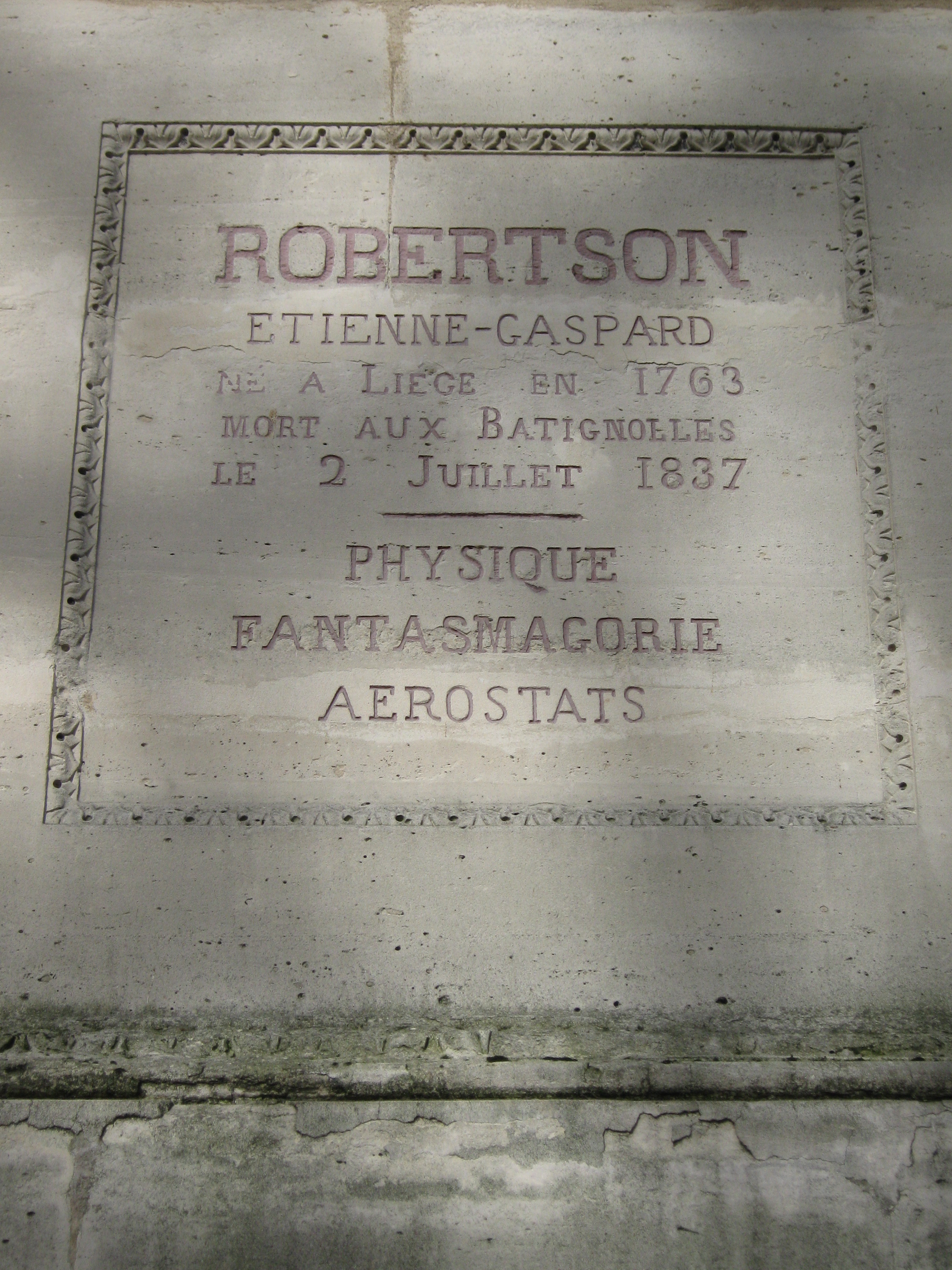
Placa funerară
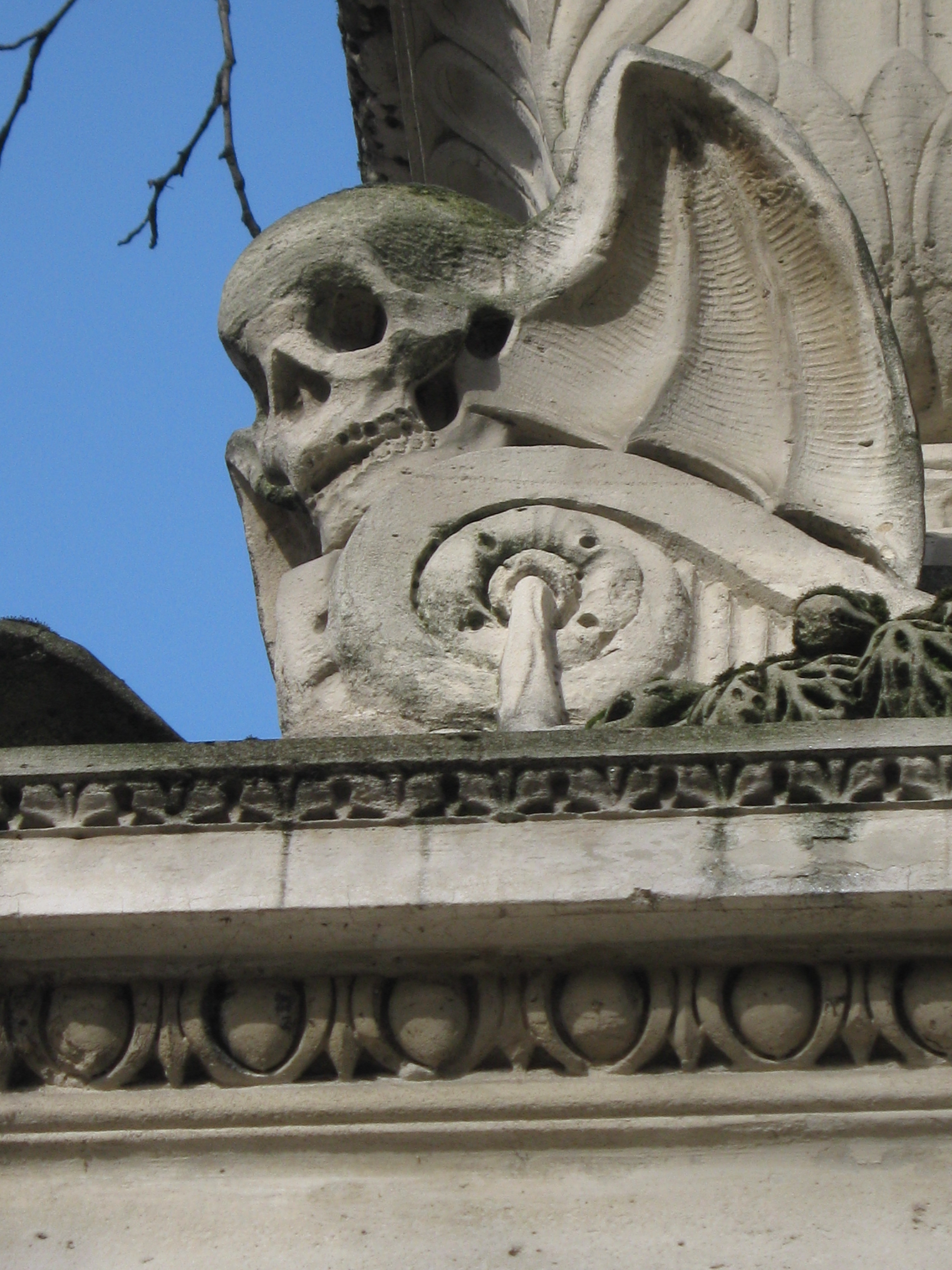
Detaliu de la mormânt
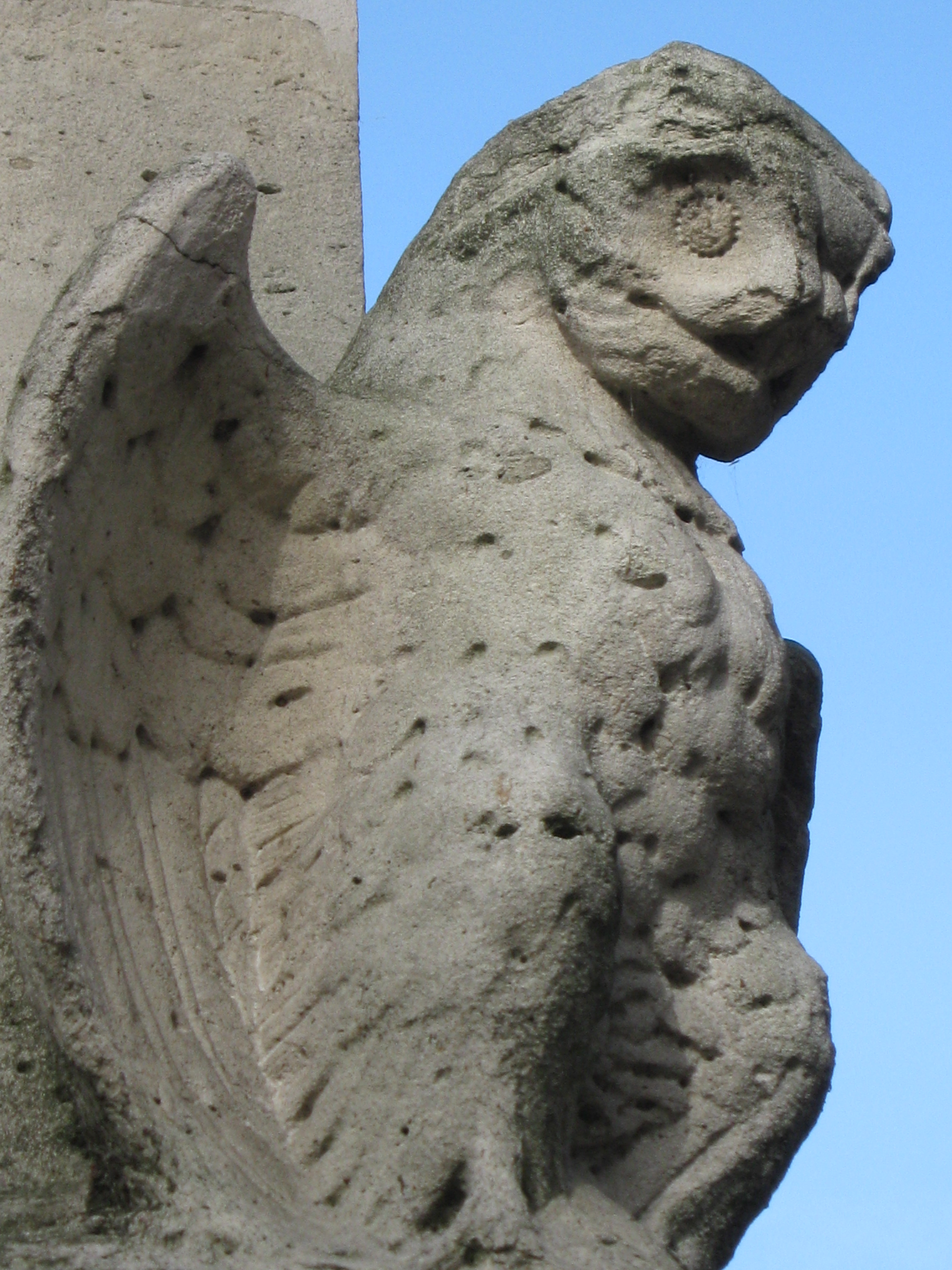
Detaliu de la mormânt
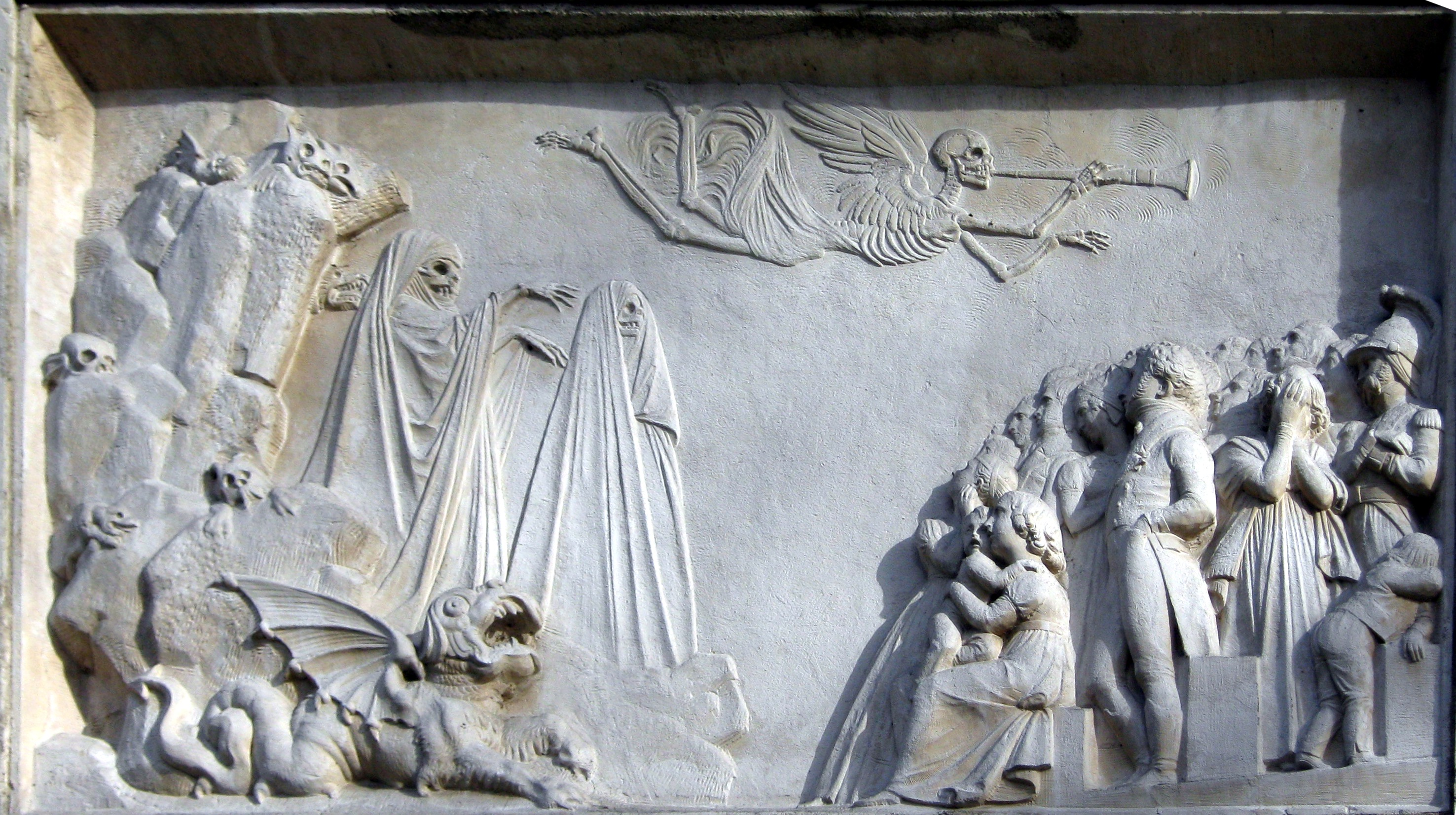
Detaliu de la mormânt